# 新開文夫
新開 文夫（しんかい ふみお、1950年5月10日 - ）は、徳島県出身のボートレーサー。

## 来歴
1989年12月19日、住之江競艇場にて開催されたGIIの第4回賞金王シリーズ戦で優勝する。

## エピソード
- 同期に淺香登、石川正美、関忠志らがいる。